# Talsperre Königshütte
Die Talsperre Königshütte ist eine Talsperre in Sachsen-Anhalt im Harz. Sie staut die Bode und liegt zwischen Königshütte und Susenburg (beides Ortsteile von Oberharz am Brocken). Sie ist als sogenannte Überleitungssperre ein Teil des Rappbode-Talsperrensystems.

## Beschreibung
Die Staumauer wurde mit einer kriegsbedingten Unterbrechung von 1939–1943 und 1952–1956 an der Bode als 18 m hohe Gewichtsstaumauer aus Beton zur Trinkwasserversorgung und zum Hochwasserschutz gebaut, dient aber auch der Niedrigwasseraufhöhung und der Stromerzeugung. Die Wasserkraftanlage hat eine Nennleistung von 60 kW und erzeugt im Jahr 0,18 GWh.
Die leicht gekrümmte Mauer ist 108 m lang und hat ein Volumen von 13.500 m³. Sie ist fast auf der gesamten Breite überströmbar. In einem Feld ist eine Fischbauchklappe angebracht, die zur Hochwasserentlastung um 1,5 m abgesenkt werden kann.
Der Stauraum hat ein Volumen von 1,2 Mio. m³ und nimmt eine Fläche von 32 ha ein. Ein Teil des Wassers wird von hier aus durch einen 1.795 m langen Stollen zur Rappbode-Talsperre geleitet. Der andere Teil fließt in die Bode weiter zur Talsperre Wendefurth, wo er sich wieder mit dem Wasser aus der Rappbode-Talsperre vereinigt.
An der Nordseite entlang verläuft eine kaum befahrene Betonstraße von Königshütte bis hin zur Staumauer. In den Böschungswänden ist ein ausgezeichnetes geologisches Profil durch das unterkarbonische Hüttenröder Olisthostrom aufgeschlossen. Auf der Südseite kann man auf einem breiten Wanderweg wieder zurück nach Königshütte gelangen. Dabei kommt man auch am Zusammenfluss von Kalter und Warmer Bode vorbei. Von der Staumauer führen zahlreiche weitere Wanderwege in fast alle Himmelsrichtungen. An Freizeitaktivitäten sind Angeln und Wandern möglich.

## Siehe auch

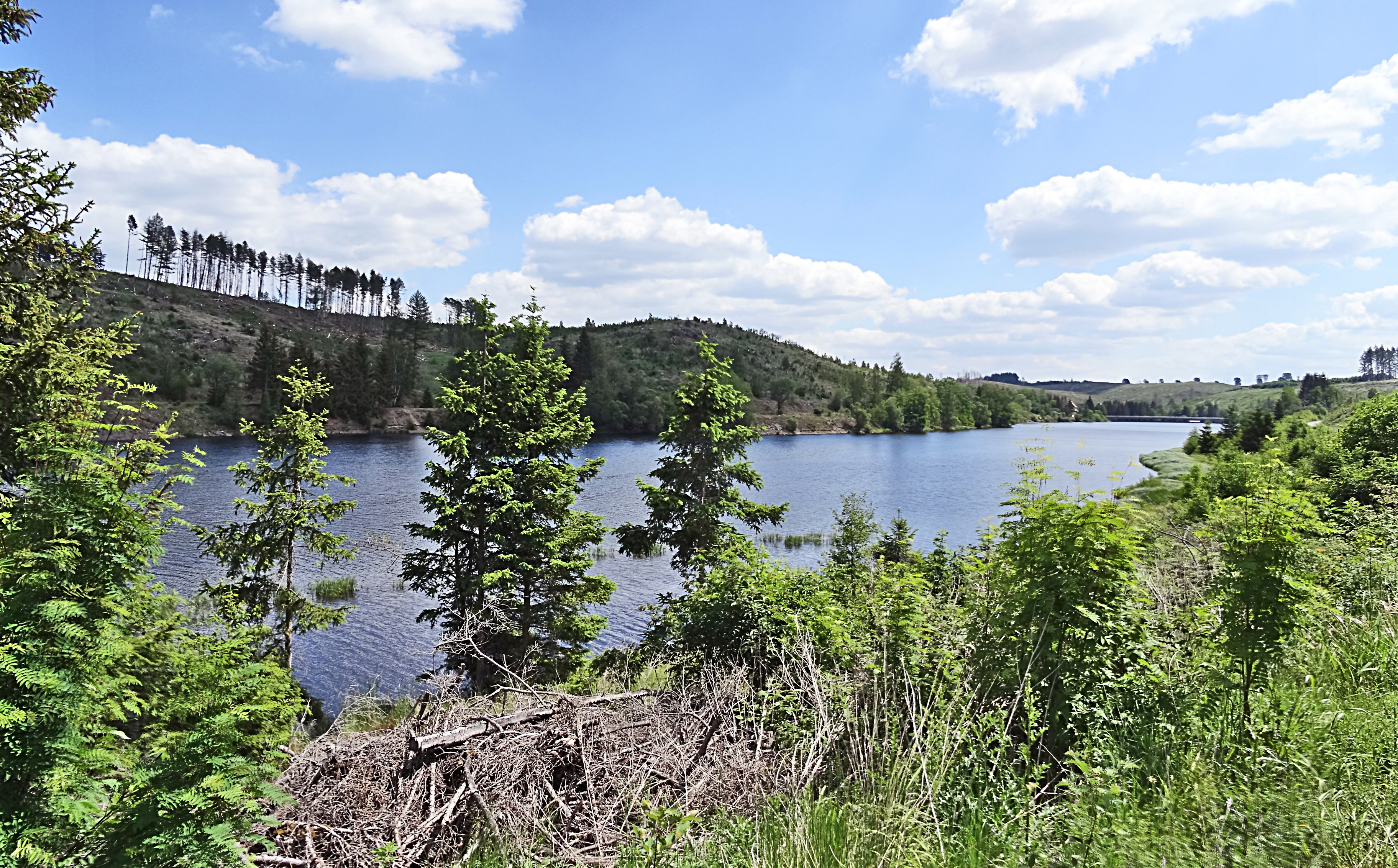
Von Königshütte kommend
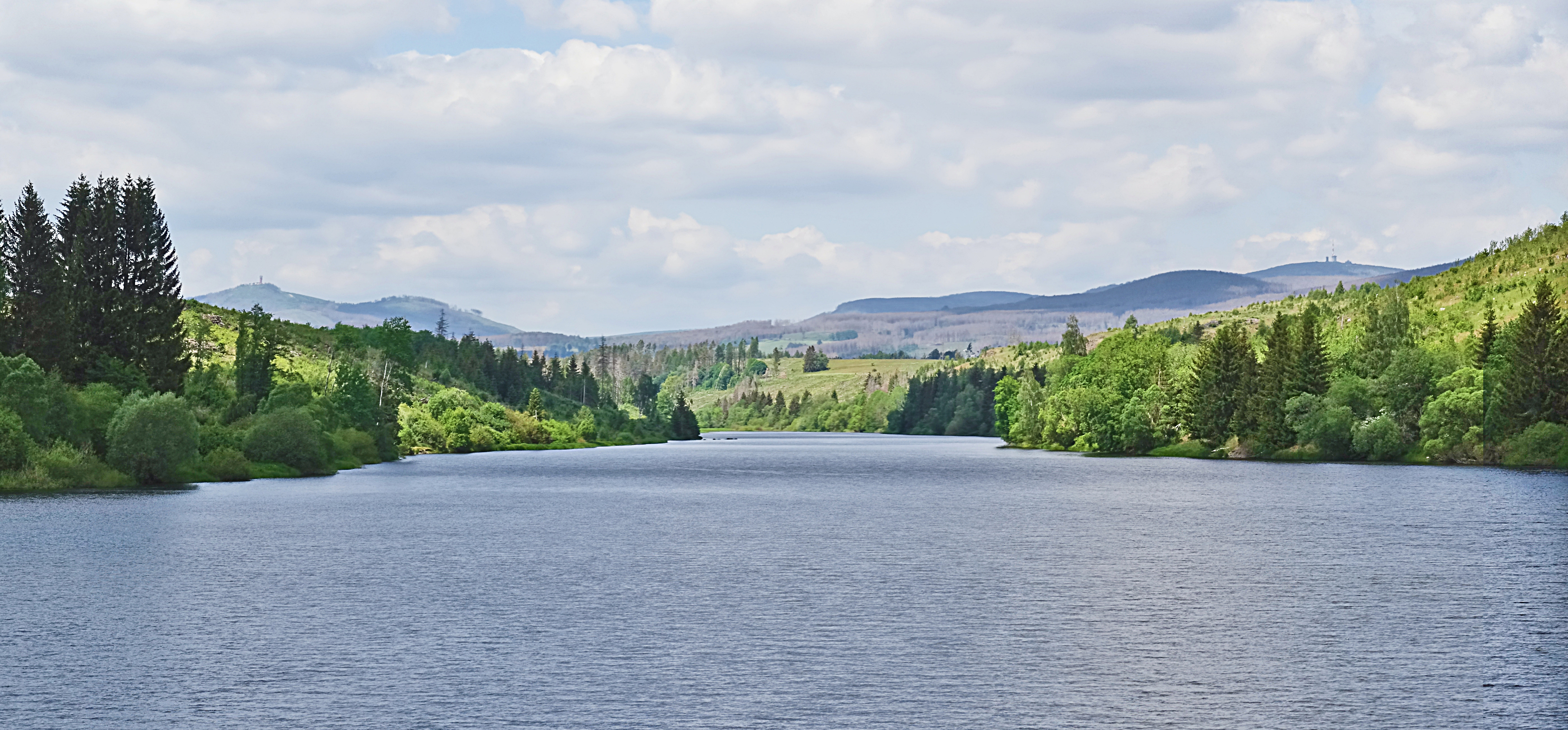
Mit Wurmberg (links) und Brocken (rechts)
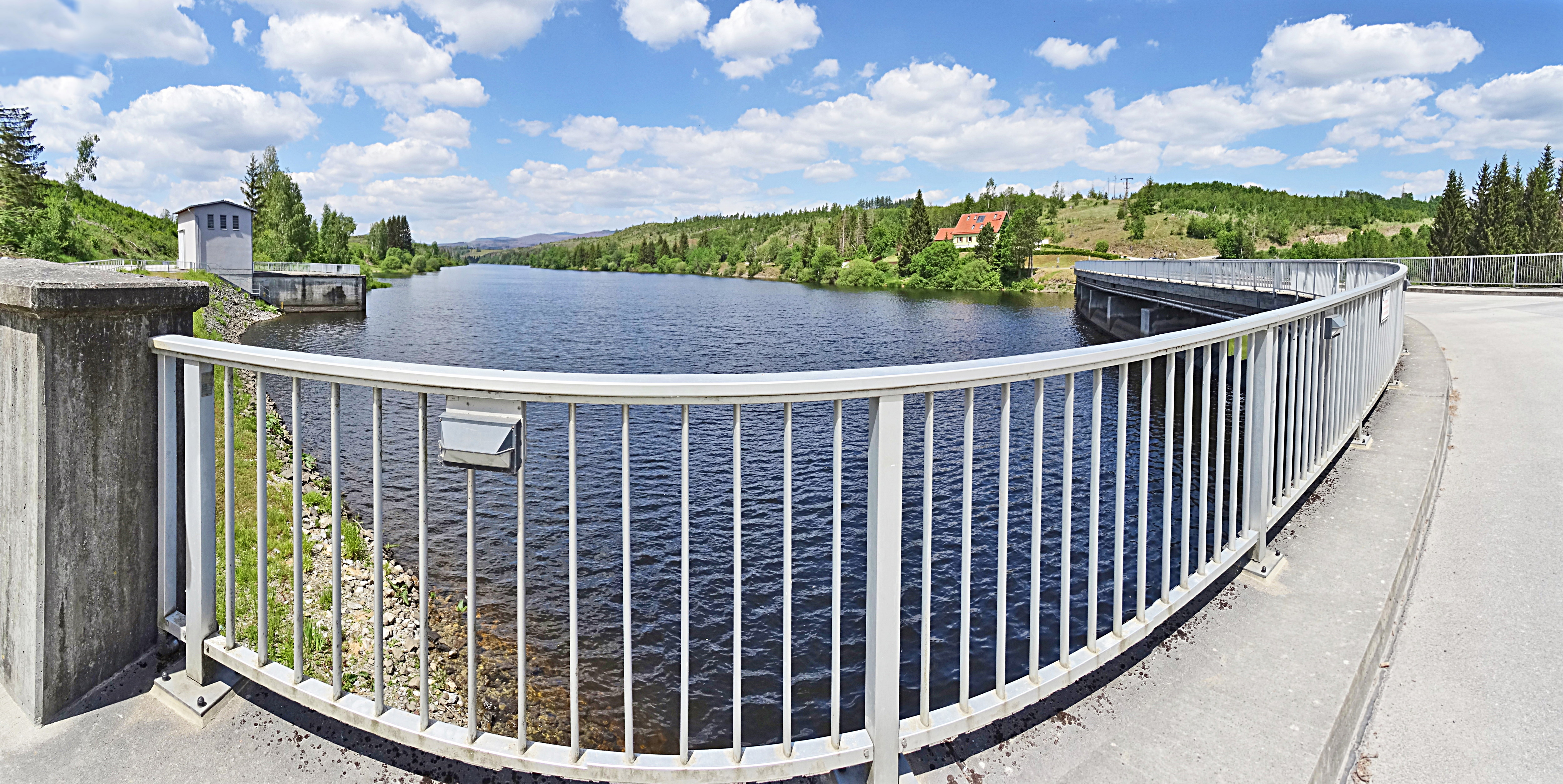
An der Staumauer
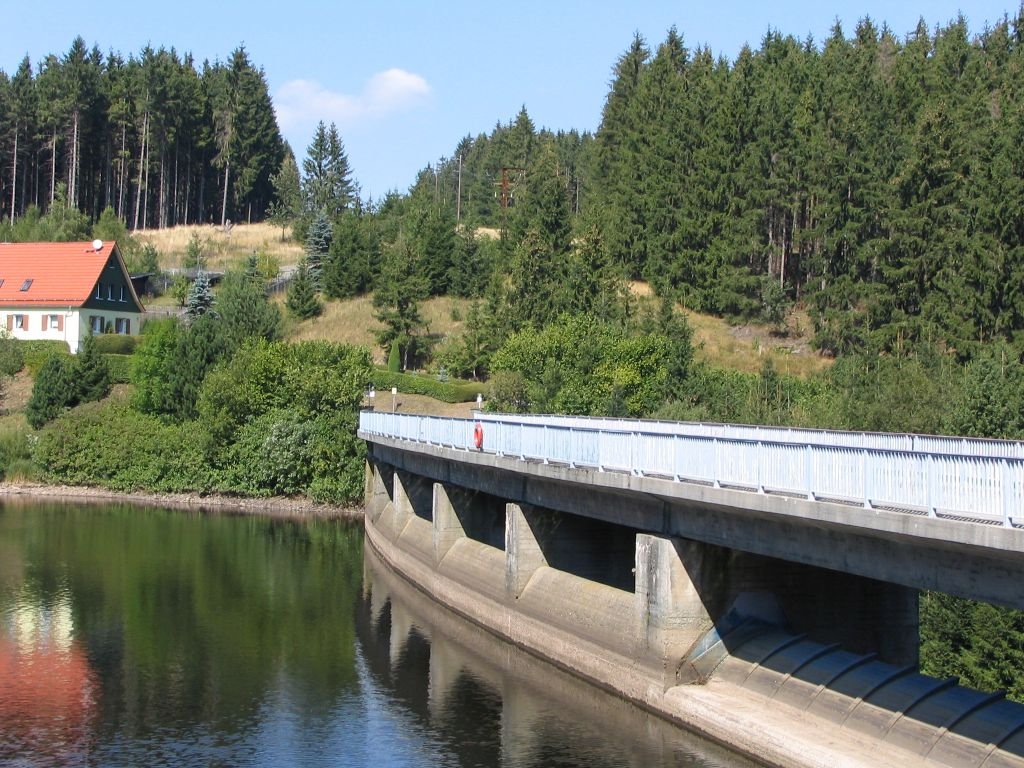
Staumauer Überlauf
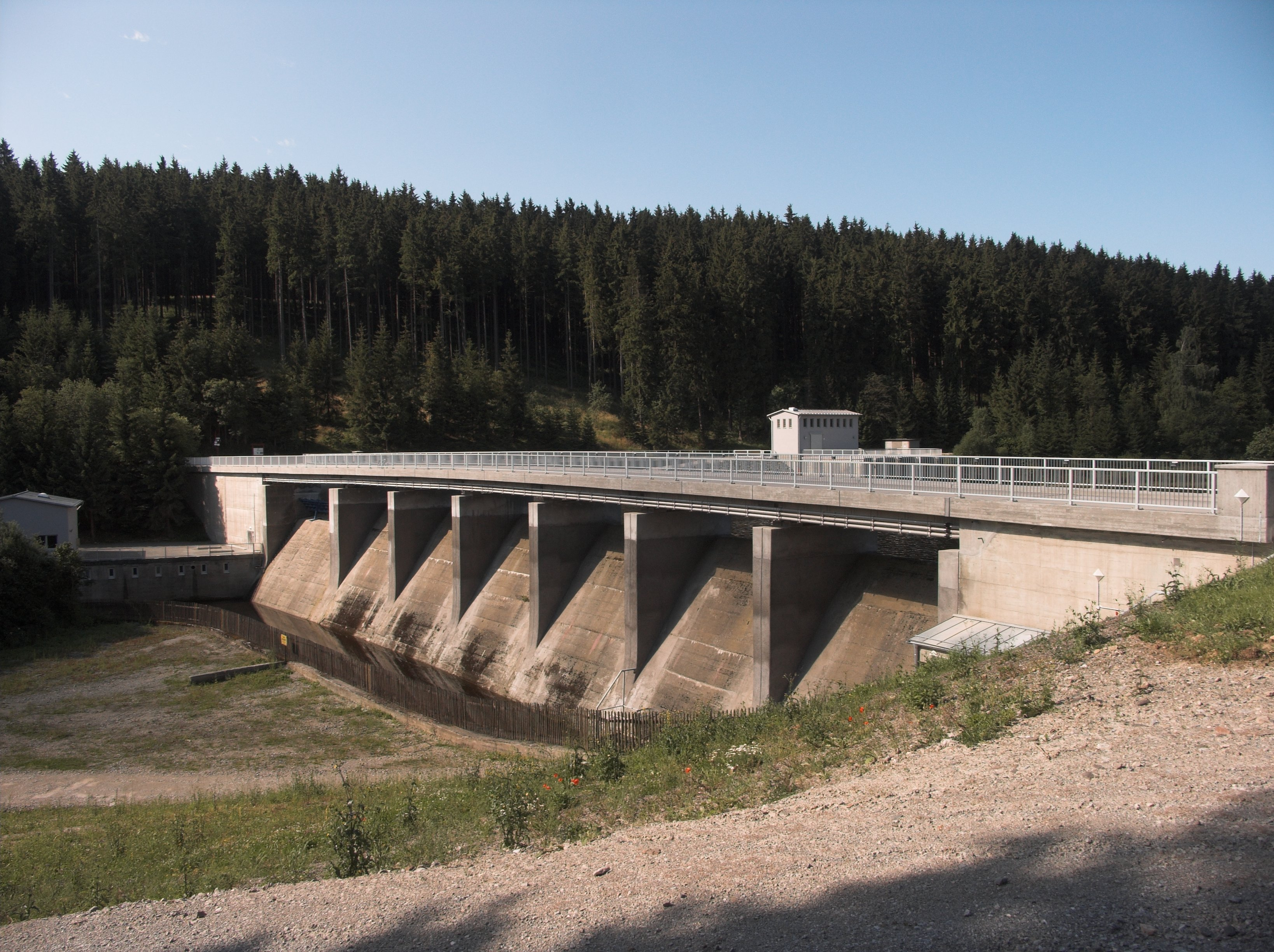
Ostseite der Staumauer